# Єреван (кінотеатр, Київ)
Дитя́чий кінотеа́тр «Єрева́н» — кінотеатр в Солом'янському районі міста Києва за адресою Чоколівський бульвар, 13, неподалік від площі Космонавтів.
Побудований в 1977 році на першому поверсі адміністративної будівлі. Глядацька зала на 415 місць. Названий на честь міста Єреван, столиці Вірменії і міста-побратима столиці України. Відкритий 23 лютого 1977 року сеансом прем'єрного показу художнього фільму «Службовий роман».
Згідно з рішенням Київської міської ради від 26.04.2007, увійшов до складу створеної єдиної кіномережі комунальне підприємство «Київкінофільм», куди увійшли вісім дитячих спеціалізованих кінотеатрів.
З 15 червня 2007 року та станом на 28 вересня 2021 року перебуває у стані припинення діяльності.